# Subnautica: Below Zero
Subnautica: Below Zero — нова гра у всесвіті Subnautica від розробника Unknown Worlds Entertainment, що розширює історію оригіналу. Вихід у ранній доступ відбувся на прямій трансляції розробників 30 січня 2019 року, реліз намічений на перший квартал 2020 року. Below Zero є окремим продуктом, тому оригінальна гра не потрібна.
Випуск відеогри відбувся 14 травня 2021 року для персональних комп'ютерів, PlayStation 4 та PlayStation 5, Xbox One та Xbox Series, а також Nintendo Switch.

## Сюжет
Дії гри Subnautica: Below Zero відбуваються через два роки після подій в оригінальній Subnautica. Після того, як Райлі Робінсон зумів вижити і залишити планету 4546B.
На планету вирушає наукова експедиція, у складі якої знаходиться головна героїня гри Робін Аю. Саме після цього починається низка екшен-подій.
Як і оригінал, Below Zero — гра про першопрохідника на далекій планеті. Чисті океани, незвідані істоти й досить божевільний місцями ландшафт — всього цього в доповненні вистачає. Хоча гра ще знаходиться у ранньому доступі, гравцю вже доступні десятки представників флори та фауни, плавний та приємний геймплей й незабутній сюжет.

## Розробка
Наразі гра знаходиться у ранньому доступі (англ. Early Access), але по запиту до розробників у неї вже можна грати. Перша версія була оголошена у січні 2019 року.
У лютому 2021 року розробники поширили новий трейлер відеогри, де вказали дату виходу проєкту, намічену на 14 травня того ж року.